# Campionati del mondo di atletica leggera indoor 2025 - 800 metri piani maschili
La gara degli 800 metri piani maschili dei campionati del mondo di atletica leggera indoor 2025 si è svolta tra il 21 e il 23 marzo 2025 a Nanchino.

## Podio
| Pos.    | Atleta         | Nazionalità | Tempo   |
| ------- | -------------- | ----------- | ------- |
| Oro     | Josh Hoey      | Stati Uniti | 1'44"77 |
| Argento | Eliott Crestan | Belgio      | 1'44"81 |
| Bronzo  | Josué Canales  | Spagna      | 1'45"03 |

## Situazione pre-gara

### Record
Prima di questa competizione, il record del mondo indoor e il record dei campionati erano i seguenti.
| Record                | Prestazione | Atleta                    | Data e luogo                 | Competizione                     |
| --------------------- | ----------- | ------------------------- | ---------------------------- | -------------------------------- |
| Record mondiale       | 1'42"67     | Wilson Kipketer Danimarca | 9 marzo 1997 Parigi, Francia | Campionati del mondo indoor 1997 |
| Record dei campionati | 1'42"67     | Wilson Kipketer Danimarca | 9 marzo 1997 Parigi, Francia | Campionati del mondo indoor 1997 |

## Qualificazioni
Per gli 400 metri piani maschili il periodo di qualifica andava dal 1º settembre 2024 al 9 marzo 2025. Gli atleti potevano ottenere la qualificazione rientrando nello standard di 1'45"00, con una wildcard o in base al loro piazzamento nel World Athletics Rankings.

## Risultati

### Batterie di qualificazione
Le batterie di qualificazione si sono tenute il 21 marzo a partire dalle ore 11:55.
Passano alle semifinali i primi tre atleti di ogni batteria (Q) e i successivi tre atleti più veloci (q).

#### Batteria 1
| Pos | Atleta             | Nazionalità | Tempo   | Note |
| --- | ------------------ | ----------- | ------- | ---- |
| 1   | Yanis Meziane      | Francia     | 1'46"07 | Q    |
| 2   | Brandon Miller     | Stati Uniti | 1'46"47 | Q    |
| 3   | John Rivera        | Porto Rico  | 1'46"84 | Q    |
| 4   | Ebrahim Al-Zofairi | Kuwait      | 1'47"20 | q    |
| 5   | Xi Xiaoheng        | Cina        | 1'47"24 | q    |
| 6   | Robert Heppenstall | Canada      | 1'48"06 | q    |

#### Batteria 2
| Pos | Atleta             | Nazionalità | Tempo   | Note |
| --- | ------------------ | ----------- | ------- | ---- |
| 1   | Tom Dradiga        | Uganda      | 1'49"09 | Q    |
| 2   | Heithem Chenitef   | Algeria     | 1'49"16 | Q    |
| 3   | Josué Canales      | Spagna      | 1'49"44 | Q    |
| 4   | Abdelati El Guesse | Marocco     | 1'49"83 |      |
| 5   | Collins Kipruto    | Kenya       | 1'50"08 |      |

#### Batteria 3
| Pos | Atleta           | Nazionalità | Tempo          | Note |
| --- | ---------------- | ----------- | -------------- | ---- |
| 1   | Eliott Crestan   | Belgio      | 1'48"94        | Q    |
| 2   | Álvaro de Arriba | Spagna      | 1'49"16        | Q    |
| 3   | Samuel Chapple   | Paesi Bassi | 1'49"30        | Q    |
| 4   | Daniel Kotyza    | Rep. Ceca   | 1'49"76 (.755) |      |
| 5   | Hazem Miawad     | Egitto      | 1'49"76 (.758) |      |

#### Batteria 4
| Pos | Atleta           | Nazionalità | Tempo   | Note |
| --- | ---------------- | ----------- | ------- | ---- |
| 1   | Josh Hoey        | Stati Uniti | 1'48"14 | Q    |
| 2   | Noah Kibet       | Kenya       | 1'48"31 | Q    |
| 3   | Giovanni Lazzaro | Italia      | 1'48"75 | Q    |
| 4   | Yukichi Ishii    | Giappone    | 1'48"85 |      |
| 5   | Ryan Clarke      | Paesi Bassi | 1'52"97 |      |

#### Batteria 5
| Pos | Atleta            | Nazionalità | Tempo   | Note |
| --- | ----------------- | ----------- | ------- | ---- |
| 1   | Jakub Dudycha     | Rep. Ceca   | 1'48"04 | Q    |
| 2   | Ngeno Kipngetich  | Kenya       | 1'48"17 | Q    |
| 3   | Patryk Sieradzki  | Polonia     | 1'48"20 | Q    |
| 4   | Mouad Zahafi      | Marocco     | 1'48"38 |      |
| -   | Guillerme Orenhas | Brasile     | dnf     |      |

### Semifinali
Le semifinali si sono tenute il 22 marzo 2025 a partire dalle ore 12:31.
Passano alla finale i primi due atleti di ogni batteria (Q).

#### Semifinale 1
| Pos | Atleta           | Nazionalità | Tempo   | Note |
| --- | ---------------- | ----------- | ------- | ---- |
| 1   | Josh Hoey        | Stati Uniti | 1'45"23 | Q    |
| 2   | Tom Dradiga      | Uganda      | 1'46"98 | Q    |
| 3   | Patryk Sieradzki | Polonia     | 1'47"55 |      |
| 4   | Noah Kibet       | Kenya       | 1'48"90 |      |
| 5   | Xi Xiaoheng      | Cina        | 1'49"59 |      |
| 6   | Yanis Meziane    | Francia     | 2'23"96 |      |

#### Semifinale 2
| Pos | Atleta             | Nazionalità | Tempo          | Note |
| --- | ------------------ | ----------- | -------------- | ---- |
| 1   | Eliott Crestan     | Belgio      | 1'48"65        | Q    |
| 2   | Josué Canales      | Spagna      | 1'48"70        | Q    |
| 3   | Ebrahim Al-Zofairi | Kuwait      | 1'49"37        |      |
| 4   | John Rivera        | Porto Rico  | 1'49"49 (.481) |      |
| 5   | Jakub Dudycha      | Rep. Ceca   | 1'49"49 (.483) |      |
| 6   | Robert Heppenstall | Canada      | 1'49"54        |      |

#### Semifinale 3
| Pos | Atleta           | Nazionalità | Tempo   | Note                          |
| --- | ---------------- | ----------- | ------- | ----------------------------- |
| 1   | Brandon Miller   | Stati Uniti | 1'46"84 | Q                             |
| 2   | Samuel Chapple   | Paesi Bassi | 1'47"05 | Q                             |
| 3   | Heithem Chenitef | Algeria     | 1'47"30 | Miglior prestazione personale |
| 4   | Ngeno Kipngetich | Kenya       | 1'47"53 |                               |
| 5   | Álvaro de Arriba | Spagna      | 1'47"58 |                               |
| 6   | Giovanni Lazzaro | Italia      | 1'48"06 |                               |

### Finale
La finale si è tenuta il 23 marzo alle ore 20:40.
| Pos | Atleta         | Nazionalità | Tempo   | Note |
| --- | -------------- | ----------- | ------- | ---- |
|     | Josh Hoey      | Stati Uniti | 1'44"77 |      |
|     | Eliott Crestan | Belgio      | 1'44"81 |      |
|     | Josué Canales  | Spagna      | 1'45"03 |      |
| 4   | Samuel Chapple | Paesi Bassi | 1'45"55 |      |
| 5   | Brandon Miller | Stati Uniti | 1'46"44 |      |
| 6   | Tom Dradiga    | Uganda      | 1'50"19 |      |